# Bieterverfahren (Immobilien)
Als Bieterverfahren wird der Verkauf einer Immobilie bezeichnet, bei dem die Verkaufsseite keinen festen Kaufpreis vorgibt, sondern potenzielle Käufer dazu auffordert, Kaufangebote in individueller Höhe zu unterbreiten. Häufig wird hierbei eine Mindestsumme vorgegeben. Im Gegensatz zu einer Immobilienversteigerung sind weder die Angebote von potenziellen Käufern bindend, noch erhält die Person, die das höchste Gebot abgegeben hat, einen automatischen Zuschlag. Nach deutschem Recht bedürfen Immobilienverkäufe immer der notariellen Beurkundung (§ 311b BGB), weshalb sich sowohl der Käufer als auch der Verkäufer in Deutschland bis zur Erfüllung dieser Formvorschrift völlig frei für oder gegen den Kauf oder den Verkauf entscheiden können. Besichtigungen der Immobilie im Rahmen des Bieterverfahrens werden häufig mit mehreren Interessenten gleichzeitig durchgeführt. Einzelbesichtigungen sind aber ebenso möglich, sofern der Verkäufer diese anbietet. Verkäufer versprechen sich vom Bieterverfahren in der Regel höhere Verkaufserlöse und ein beschleunigtes Verkaufsverfahren. Dies gilt insbesondere für stark nachgefragte Standorte. Käufer erhoffen in der Regel, ein Objekt in einer bevorzugten Lage erwerben zu können.

## Varianten des Bieterverfahrens
Privates Bieterverfahren
Von einem privaten Bieterverfahren spricht man, wenn es sich bei dem Anbieter der Immobilie um eine Privatperson handelt. Private Bieterverfahren werden häufig als offene Bieterverfahren durchgeführt.
Öffentliches Bieterverfahren
Sofern es sich bei dem Anbieter der Immobilie um eine Gemeinde, ein Bundesland oder um einen Staat handelt, wird von einem öffentlichen Bieterverfahren gesprochen. Insbesondere die Bundesanstalt für Immobilienaufgaben veräußert häufig Objekte im Bieterverfahren.
Das offene Bieterverfahren
Bei einem offenen Bieterverfahren lädt der Verkäufer häufig zu einer Massenbesichtigung der Immobilie ein. Kaufinteressenten erscheinen ohne Voranmeldung zum veröffentlichten Besichtigungstermin und können im Anschluss an die Besichtigung Kaufangebote abgeben.
Strukturiertes Bieterverfahren
Das strukturierte Bieterverfahren ist im Gegensatz zum offenen Bieterverfahren etwas langwieriger. Die Fristen zur Abgabe eines Angebotes sind häufig länger als beim offenen Bieterverfahren. Darüber hinaus kann der Verkäufer während der Angebotsfrist das jeweilige aktuelle Höchstgebot veröffentlichen. Hierdurch werden Käufer mit zu geringen finanziellen Mitteln von der Abgabe eines Angebotes abgehalten, solche mit ausreichenden finanziellen Mitteln aber mitunter zur Abgabe eines noch höheren Angebotes animiert.
Online-Bieterverfahren
Online Bieterverfahren finden auf webbasierten Plattformen statt. Hier können potenzielle Käufer in einem zuvor definierten Zeitrahmen Kaufangebote unterbreiten. Auch bei dieser Form des Bieterverfahrens ist das aktuelle Höchstgebot häufig öffentlich einsehbar und steigert so den Wettbewerbsdruck unter den potenziellen Käufern.